# Diccionari per a ociosos
Diccionari per a ociosos és un diccionari d'autor de Joan Fuster, recopilació de diversos articles publicats per l'escriptor valencià. És considerada una de les obres més importants de l'autor i ha estat traduïda a diverses llengües com ara el castellà, el francès, l'anglès o l'italià.
El Diccionari barreja entrades curtes, properes a l'aforisme, amb d'altres assaigs relativament extensos. Fuster definí les intencions del Diccionari a la introducció:
| « | Ja des d'aquesta primera línia, vull desenganyar el lector respecte a l'abast del títol del llibre que té entre mans. La meva pretensió no ha estat —¿calia que ho digués?— de confeccionar un «diccionari». Com en altres ocasions, em limito a reunir en volum una sèrie incoherent d'escrits, diversos en el tema i d'extensió desigual, catalogables dins el gènere elàstic i modest de l'«assaig». | » |